# 대한민국의 설치순 도시 목록
다음표는 대한민국의 도시(시)를 시 설치 순으로 배열한 것이다.
- 설치일 : 최초 시로 설치된 일자
- : 폐지된 시
- 시등급
  - 특별시 - 광역시 - 자치시 - 행정시
  - 자치시나 행정시, 특별자치시 중 ‘복’ : 도농복합도시, ‘특’ : 특례시, ‘구’ : 일반구를 가진 대도시, ‘대’ : 대도시 특례를 받는 대도시, ‘대’ : 대도시 특례를 받지 못하는 대도시

| 설치일           | 설치 당시      | 도시명         | 관계 법령                                                           | 면적 (km2) | 2012년 인구 (명) | 2012년 세대 (가구) | 현재 시등급    |
| ---------------- | -------------- | -------------- | ------------------------------------------------------------------- | ---------- | ---------------- | ------------------ | -------------- |
| 1914년 4월 1일   | 경성부         | 서울특별시     | 조선총독부령 제111호 (1913년 12월 29일)                             | 605.27     | 10,251,297       | 4,104,856          | 특별시         |
| 1914년 4월 1일   | 인천부         | 인천광역시     | 조선총독부령 제111호 (1913년 12월 29일)                             | 1032.41    | 2,808,286        | 1,382,268          | 광역시         |
| 1914년 4월 1일   | 군산부         | 군산시         | 조선총독부령 제111호 (1913년 12월 29일)                             | 675.38     | 276,538          | 109,621            | 자치시(복)     |
| 1914년 4월 1일   | 목포부         | 목포시         | 조선총독부령 제111호 (1913년 12월 29일)                             | 50.08      | 244,256          | 98,848             | 자치시         |
| 1914년 4월 1일   | 대구부         | 대구광역시     | 조선총독부령 제111호 (1913년 12월 29일)                             | 885.60     | 2,508,563        | 942,909            | 광역시         |
| 1914년 4월 1일   | 부산부         | 부산광역시     | 조선총독부령 제111호 (1913년 12월 29일)                             | 765.94     | 3,548,640        | 1,382,268          | 광역시         |
| 1914년 4월 1일   | 마산부         | 창원시         | 조선총독부령 제111호 (1913년 12월 29일)                             | 736.34     | 1,091,733        | 405,365            | 자치시 (특·복) |
| 1935년 10월 1일  | 대전부         | 대전광역시     | 조선총독부령 제112호 (1935년 9월 28일)                              | 539.86     | 1,518,651        | 569,064            | 광역시         |
| 1935년 10월 1일  | 전주부         | 전주시         | 조선총독부령 제112호 (1935년 9월 28일)                              | 206.22     | 647,504          | 242,142            | 자치시(구)     |
| 1935년 10월 1일  | 광주부         | 광주광역시     | 조선총독부령 제112호 (1935년 9월 28일)                              | 501.26     | 1,466,516        | 550,992            | 광역시         |
| 1939년 10월 1일  | 진주부         | 진주시         | 조선총독부령 제168호 (1939년 9월 30일)                              | 712.62     | 336,310          | 129,085            | 자치시(복)     |
| 1946년 6월 1일   | 청주부         | 청주시         | 군정법령 제84호 (1946년 5월 23일)                                   | 932.51     | 662,852          | 251,817            | 자치시(구·복)  |
| 1946년 6월 1일   | 춘천부         | 춘천시         | 군정법령 제84호 (1946년 5월 23일)                                   | 1116.35    | 273,130          | 110,235            | 자치시(복)     |
| 1947년 2월 23일  | 이리부         | 익산시         | 군정법률 제3호 (1947년 5월 27일)                                    | 506.70     | 308,458          | 121,365            | 자치시(복)     |
| 1949년 8월 14일  | 수원부         | 수원시         | 대통령령 제161호 (1949년 8월 13일)                                  | 121.09     | 1,098,010        | 419,454            | 자치시(특)     |
| 1949년 8월 14일  | 순천부         | 순천시         | 대통령령 제161호 (1949년 8월 13일)                                  | 907.41     | 321,121          | 110,332            | 자치시(복)     |
| 1949년 8월 14일  | 여수부         | 여수시         | 대통령령 제161호 (1949년 8월 13일) 법률 제5457호 (1997년 12월 17일) | 501.27     | 292,627          | 112,044            | 자치시(복)     |
| 1949년 8월 14일  | 포항부         | 포항시         | 대통령령 제161호 (1949년 8월 13일)                                  | 1128.76    | 517,322          | 199,614            | 자치시(구·복)  |
| 1949년 8월 14일  | 김천부         | 김천시         | 대통령령 제161호 (1949년 8월 13일)                                  | 1009.50    | 135,421          | 55,178             | 자치시(복)     |
| 1955년 9월 1일   | 제주시         | 제주시         | 법률 제368호 (1955년 8월 13일)                                      | 977.80     | 423,853          | 166,085            | 행정시(대·복)  |
| 1955년 9월 1일   | 강릉시         | 강릉시         | 법률 제369호 (1955년 8월 13일)                                      | 1040.07    | 217,494          | 90,123             | 자치시(복)     |
| 1955년 9월 1일   | 경주시         | 경주시         | 법률 제370호 (1955년 8월 13일)                                      | 1324.39    | 265,028          | 109,009            | 자치시(복)     |
| 1955년 9월 1일   | 충무시         | 통영시         | 법률 제371호 (1955년 8월 13일)                                      | 238.85     | 140,140          | 57,492             | 자치시(복)     |
| 1955년 9월 1일   | 원주시         | 원주시         | 법률 제372호 (1955년 8월 13일)                                      | 872.56     | 321,146          | 128,646            | 자치시(복)     |
| 1955년 9월 1일   | 진해시         | 창원시         | 법률 제373호 (1955년 8월 17일)                                      | 736.34     | 1,091,733        | 405,365            | 자치시 (특·복) |
| 1956년 7월 8일   | 충주시         | 충주시         | 법률 제389호 (1956년 7월 8일)                                       | 983.70     | 208,266          | 82,992             | 자치시(복)     |
| 1956년 7월 8일   | 삼천포시       | 사천시         | 법률 제390호 (1956년 7월 8일)                                       | 398.25     | 114,654          | 48,131             | 자치시(복)     |
| 1962년 6월 1일   | 울산시         | 울산광역시     | 법률 제1068호 (1962년 5월 10일)                                     | 1057.50    | 1,136,948        | 414,142            | 광역시         |
| 1963년 1월 1일   | 의정부시       | 의정부시       | 법률 제1176호 (1962년 11월 21일)                                    | 81.59      | 430,198          | 166,325            | 자치시         |
| 1963년 1월 1일   | 천안시         | 천안시         | 법률 제1176호 (1962년 11월 21일)                                    | 636.22     | 574,148          | 229,211            | 자치시(구·복)  |
| 1963년 1월 1일   | 안동시         | 안동시         | 법률 제1249호 (1962년 12월 31일)                                    | 1521.26    | 168,009          | 68,896             | 자치시(복)     |
| 1963년 1월 1일   | 속초시         | 속초시         | 법률 제1176호 (1962년 11월 21일)                                    | 105.00     | 88,723           | 36,604             | 자치시         |
| 1973년 7월 1일   | 안양시         | 안양시         | 법률 제2597호 (1973년 3월 12일)                                     | 58.46      | 614,170          | 225,599            | 자치시(대)     |
| 1973년 7월 1일   | 성남시         | 성남시         | 법률 제2597호 (1973년 3월 12일)                                     | 141.82     | 979,412          | 384,270            | 자치시(대)     |
| 1973년 7월 1일   | 부천시         | 부천시         | 법률 제2597호 (1973년 3월 12일)                                     | 53.40      | 872,662          | 328,359            | 자치시(대)     |
| 1978년 2월 15일  | 구미시         | 구미시         | 법률 제3014호 (1977년 12월 19일)                                    | 615.52     | 413,893          | 161,788            | 자치시(복)     |
| 1980년 4월 1일   | 동해시         | 동해시         | 법률 제3188호 (1979년 12월 28일)                                    | 180.17     | 94,617           | 39,080             | 자치시         |
| 1980년 4월 1일   | 창원시         | 창원시         | 법률 제3188호 (1979년 12월 28일) 법률 제10052호 (2010년 3월 12일)   | 736.34     | 1,091,733        | 405,365            | 자치시(특·복)  |
| 1980년 4월 1일   | 제천시         | 제천시         | 법률 제3188호 (1979년 12월 28일)                                    | 883.09     | 137,317          | 57,297             | 자치시(복)     |
| 1980년 4월 1일   | 영주시         | 영주시         | 법률 제3188호 (1979년 12월 28일)                                    | 669.05     | 114,446          | 47,279             | 자치시(복)     |
| 1981년 7월 1일   | 광명시         | 광명시         | 법률 제3425호 (1981년 4월 13일)                                     | 38.50      | 355,618          | 131,709            | 자치시         |
| 1981년 7월 1일   | 송탄시         | 평택시         | 법률 제3425호 (1981년 4월 13일)                                     | 454.62     | 428,075          | 169,678            | 자치시 (대·복) |
| 1981년 7월 1일   | 동두천시       | 동두천시       | 법률 제3425호 (1981년 4월 13일)                                     | 95.66      | 96,215           | 40,316             | 자치시         |
| 1981년 7월 1일   | 태백시         | 태백시         | 법률 제3425호 (1981년 4월 13일)                                     | 303.57     | 49,837           | 22,096             | 자치시         |
| 1981년 7월 1일   | 정주시         | 정읍시         | 법률 제3425호 (1981년 4월 13일)                                     | 692.93     | 120,114          | 51,801             | 자치시(복)     |
| 1981년 7월 1일   | 남원시         | 남원시         | 법률 제3425호 (1981년 4월 13일)                                     | 752.50     | 87,367           | 36,668             | 자치시(복)     |
| 1981년 7월 1일   | 금성시         | 나주시         | 법률 제3425호 (1981년 4월 13일)                                     | 608.15     | 88,094           | 40,763             | 자치시(복)     |
| 1981년 7월 1일   | 영천시         | 영천시         | 법률 제3425호 (1981년 4월 13일)                                     | 920.29     | 103,174          | 45,484             | 자치시(복)     |
| 1981년 7월 1일   | 김해시         | 김해시         | 법률 제3425호 (1981년 4월 13일)                                     | 463.28     | 507,726          | 181,661            | 자치시(대·복)  |
| 1981년 7월 1일   | 서귀포시       | 서귀포시       | 법률 제3425호 (1981년 4월 13일)                                     | 870.87     | 153,241          | 62,521             | 행정시(복)     |
| 1986년 1월 1일   | 구리시         | 구리시         | 법률 제3798호 (1985년 12월 28일)                                    | 33.30      | 194,537          | 74,324             | 자치시         |
| 1986년 1월 1일   | 과천시         | 과천시         | 법률 제3798호 (1985년 12월 28일)                                    | 35.86      | 71,799           | 25,758             | 자치시         |
| 1986년 1월 1일   | 안산시         | 안산시         | 법률 제3798호 (1985년 12월 28일)                                    | 149.06     | 715,313          | 281,432            | 자치시(구)     |
| 1986년 1월 1일   | 평택시         | 평택시         | 법률 제3798호 (1985년 12월 28일) 법률 제4948호 (1995년 5월 10일)    | 454.62     | 428,075          | 169,678            | 자치시(대·복)  |
| 1986년 1월 1일   | 삼척시         | 삼척시         | 법률 제3798호 (1985년 12월 28일)                                    | 1185.86    | 71,825           | 33,041             | 자치시(복)     |
| 1986년 1월 1일   | 공주시         | 공주시         | 법률 제3798호 (1985년 12월 28일)                                    | 940.36     | 124,359          | 51,385             | 자치시(복)     |
| 1986년 1월 1일   | 대천시         | 보령시         | 법률 제3798호 (1985년 12월 28일)                                    | 569.01     | 106,106          | 45,208             | 자치시(복)     |
| 1986년 1월 1일   | 온양시         | 아산시         | 법률 제3798호 (1985년 12월 28일)                                    | 542.15     | 275,350          | 112,636            | 자치시(복)     |
| 1986년 1월 1일   | 여천시         | 여수시         | 법률 제3798호 (1985년 12월 28일)                                    | 501.27     | 292,627          | 112,044            | 여수시 (복)    |
| 1986년 1월 1일   | 상주시         | 상주시         | 법률 제3798호 (1985년 12월 28일)                                    | 1254.83    | 104,652          | 45,075             | 자치시(복)     |
| 1986년 1월 1일   | 점촌시         | 문경시         | 법률 제3798호 (1985년 12월 28일)                                    | 911.17     | 76,045           | 33,071             | 자치시(복)     |
| 1986년 11월 1일  | 송정시         | 광주광역시     | 법률 제3808호 (1986년 5월 8일) 법률 제3963호 (1987년 11월 28일)     | 501.26     | 1,466,516        | 550,922            | 광역시         |
| 1989년 1월 1일   | 오산시         | 오산시         | 법률 제4050호 (1988년 12월 31일)                                    | 42.76      | 194,775          | 75,044             | 자치시         |
| 1989년 1월 1일   | 의왕시         | 의왕시         | 법률 제4050호 (1988년 12월 31일)                                    | 54.00      | 150,379          | 54,987             | 자치시         |
| 1989년 1월 1일   | 군포시         | 군포시         | 법률 제4050호 (1988년 12월 31일)                                    | 36.36      | 287,311          | 105,061            | 자치시         |
| 1989년 1월 1일   | 시흥시         | 시흥시         | 법률 제4050호 (1988년 12월 31일)                                    | 135.02     | 400,891          | 157,740            | 자치시(대)     |
| 1989년 1월 1일   | 미금시         | 남양주시       | 법률 제4050호 (1988년 12월 31일)                                    | 458.54     | 580,151          | 216,469            | 자치시(대·복)  |
| 1989년 1월 1일   | 하남시         | 하남시         | 법률 제4050호 (1988년 12월 31일)                                    | 93.07      | 148,122          | 58,389             | 자치시         |
| 1989년 1월 1일   | 서산시         | 서산시         | 법률 제4050호 (1988년 12월 31일)                                    | 740.66     | 161,610          | 64,433             | 자치시(복)     |
| 1989년 1월 1일   | 김제시         | 김제시         | 법률 제4050호 (1988년 12월 31일)                                    | 544.99     | 92,911           | 41,478             | 자치시(복)     |
| 1989년 1월 1일   | 동광양시       | 광양시         | 법률 제4050호 (1988년 12월 31일)                                    | 453.84     | 150,565          | 56,584             | 자치시(복)     |
| 1989년 1월 1일   | 경산시         | 경산시         | 법률 제4050호 (1988년 12월 31일)                                    | 411.70     | 243,746          | 96,397             | 자치시(복)     |
| 1989년 1월 1일   | 밀양시         | 밀양시         | 법률 제4050호 (1988년 12월 31일)                                    | 799.01     | 109,087          | 46,959             | 자치시(복)     |
| 1989년 1월 1일   | 장승포시       | 거제시         | 법률 제4050호 (1988년 12월 31일)                                    | 401.61     | 232,891          | 88,902             | 자치시(복)     |
| 1992년 2월 1일   | 고양시         | 고양시         | 법률 제4417호 (1991년 12월 14일)                                    | 267.31     | 961,451          | 362,484            | 자치시(특)     |
| 1996년 3월 1일   | 파주시         | 파주시         | 법률 제4994호 (1995년 12월 6일)                                     | 672.57     | 382,816          | 156,951            | 자치시(복)     |
| 1996년 3월 1일   | 이천시         | 이천시         | 법률 제4994호 (1995년 12월 6일)                                     | 531.09     | 204,331          | 79,073             | 자치시(복)     |
| 1996년 3월 1일   | 용인시         | 용인시         | 법률 제4994호 (1995년 12월 6일)                                     | 591.36     | 898,530          | 325,475            | 자치시(특·복)  |
| 1996년 3월 1일   | 논산시         | 논산시         | 법률 제4994호 (1995년 12월 6일)                                     | 554.85     | 127,056          | 54,544             | 자치시(복)     |
| 1996년 3월 1일   | 양산시         | 양산시         | 법률 제4994호 (1995년 12월 6일)                                     | 485.18     | 267,108          | 100,337            | 자치시(복)     |
| 1998년 4월 1일   | 안성시         | 안성시         | 법률 제5458호 (1997년 12월 17일)                                    | 553.47     | 180,900          | 72,799             | 자치시(복)     |
| 1998년 4월 1일   | 김포시         | 김포시         | 법률 제5458호 (1997년 12월 17일)                                    | 276.64     | 260,997          | 100,665            | 자치시(대·복)  |
| 2001년 3월 21일  | 화성시         | 화성시         | 법률 제6280호 (2000년 12월 20일)                                    | 687.54     | 517,505          | 193,647            | 자치시(대·복)  |
| 2001년 3월 21일  | 광주시         | 광주시         | 법률 제6280호 (2000년 12월 20일)                                    | 430.96     | 266,444          | 103,340            | 자치시(복)     |
| 2003년 9월 19일  | 계룡시         | 계룡시         | 법률 제6929호 (2003년 7월 18일)                                     | 60.74      | 42,427           | 14,258             | 자치시(복)     |
| 2003년 10월 19일 | 양주시         | 양주시         | 법률 제6928호 (2003년 7월 18일)                                     | 309.77     | 199,956          | 77,426             | 자치시(복)     |
| 2003년 10월 19일 | 포천시         | 포천시         | 법률 제6928호 (2003년 7월 18일)                                     | 826.50     | 157,684          | 66,419             | 자치시(복)     |
| 2012년 1월 1일   | 당진시         | 당진시         | 법률 제10993호 (2011년 8월 4일)                                     | 694.08     | 151,013          | 64,628             | 자치시(복)     |
| 2012년 7월 1일   | 세종특별자치시 | 세종특별자치시 | 법률 제10419호 (2010년 12월 27일)                                   | 465.23     | 122,263          |                    | 특별자치시(복) |
| 2013년 9월 23일  | 여주시         | 여주시         | 법률 제11850호 (2013년 6월 4일)                                     | 607.79     | 109,006          | 44,345             | 자치시(복)     |

## 같이 보기
- 대한민국의 행정 구역 목록
- 대한민국의 인구순 도시 목록
- 대한민국의 읍 목록